# Laeospira pacifica
Laeospira pacifica är en ringmaskart som beskrevs av Uchida 1971. Laeospira pacifica ingår i släktet Laeospira och familjen Serpulidae. Inga underarter finns listade i Catalogue of Life.